# Evino srce
Evino srce (COBISS) je pesniška zbirka Violete Irgl, ki jo je leta 2004 izdala v samozaložbi.

## Vsebina
Tematika zbirke je ljubezen. Pesnica piše o ženski in moški duši, o notranjem svetu ter o drugih naravnih in nadnaravnih stvareh, ki jo vznemirjajo in privrejo na dan v obliki verzov. Kot sociologinja, avtorica v svojih pesmih obravnava socialne tematike. 